# Buțni, Letîciv
Buțni (în ucraineană Буцні) este un sat în comuna Holenîșceve din raionul Letîciv, regiunea Hmelnîțkîi, Ucraina.

## Demografie
Componența lingvistică a localității Buțni
     Ucraineană (98,51%)
     Rusă (1,49%)
Conform recensământului din 2001, majoritatea populației localității Buțni era vorbitoare de ucraineană (98,51%), existând în minoritate și vorbitori de rusă (1,49%).